# Pieter Fransen
Petrus (Peter, Pieter, Piet) Fransen (Vlierden, gedoopt 1 januari 1770 - Vlierden, 14 oktober 1841) was een Nederlands burgemeester.
Fransen werd op Nieuwjaarsdag 1770 gedoopt als zoon van Francis Fransen, bijgenaamd van Leysel, en Maria Vervoordeldonck. Hij werd de laatste president-schepen (1798-1804) en tevens de eerste burgemeester van Vlierden, alhoewel die laatste functie in de beginjaren ook weleens met maire of schout werd aangeduid, al naargelang de aard van de rijksoverheid. Zijn dagelijkse kost verdiende hij daarnaast als landbouwer en winkelier.
Fransen was gehuwd met Allegonda Goossens en had meerdere kinderen. Zijn zus zoon: Arnoldus van Bussel zou later eveneens burgemeester van Vlierden worden.